# Célula vero

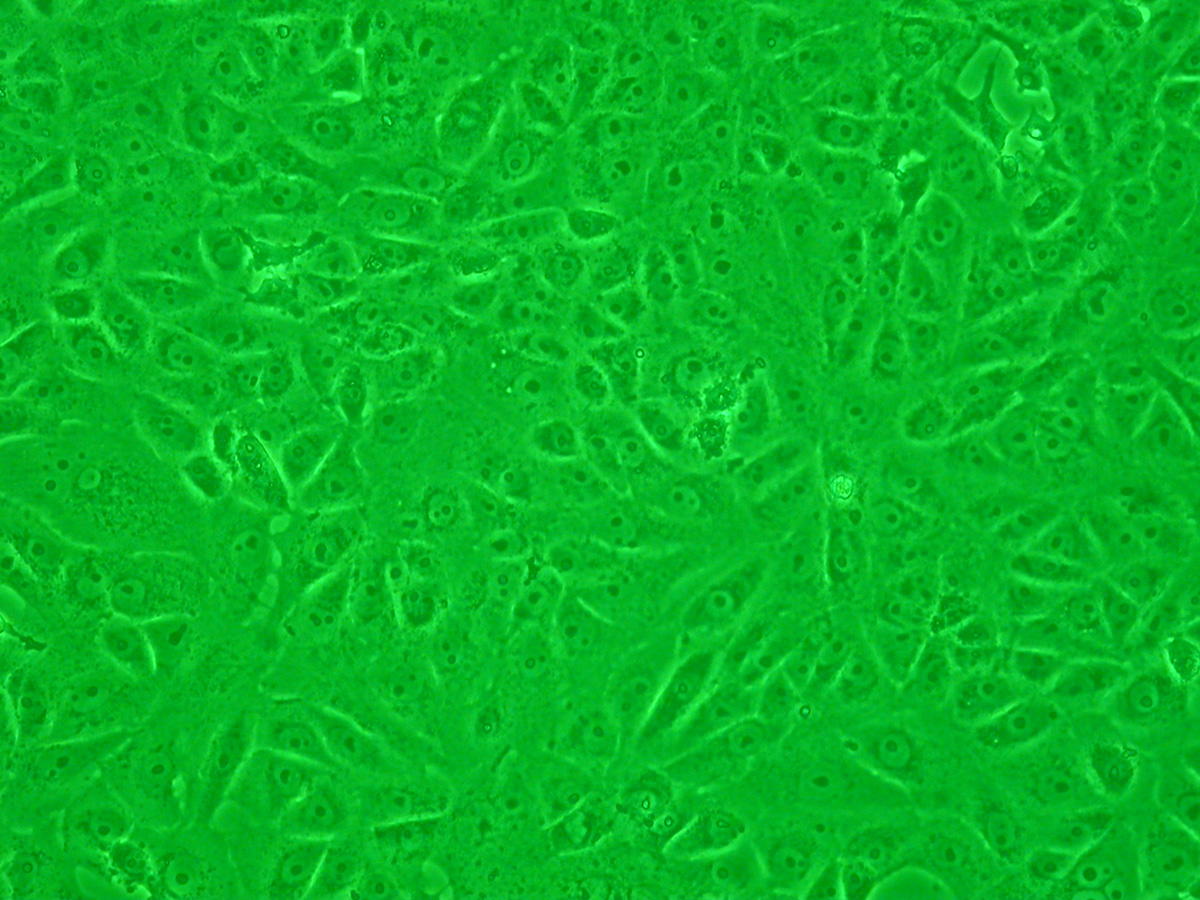
Imagem microscópica de contraste de fase de células Vero (sob luz verde com ampliação de cem vezes)

Células vero são uma linhagem de células usadas em culturas celulares. A linhagem 'Vero' foi isolada de células epiteliais renais extraídas de um macaco verde africano (Chlorocebus sp.; anteriormente chamado de Cercopithecus aethiops, esse grupo de macacos foi dividido em várias espécies diferentes). A linhagem foi desenvolvida em 27 de março de 1962 por Yasumura e Kawakita na Universidade de Chiba em Chiba, Japão. A linha celular original foi chamada de vero, abreviação de verda reno, que significa 'rim verde' em esperanto, enquanto vero significa 'verdade' em esperanto.

## Características
A linhagem celular Vero é contínua e aneuplóide, o que significa que possui um número anormal de cromossomos. Uma linhagem celular contínua pode ser replicada por meio de muitos ciclos de divisão e não se tornar senescente. As células Vero são deficientes em interferon ; ao contrário das células normais de mamíferos, elas não secretam interferon alfa ou beta quando infectadas por vírus. Entretanto, eles ainda têm o receptor de interferon-alfa/beta, então respondem normalmente quando o interferon recombinante é adicionado ao seu meio de cultura.
A sequência completa do genoma de uma linhagem de células Vero foi determinada por pesquisadores japoneses em 2014. O cromossomo 12 das células Vero apresenta uma deleção homozigótica de ~9 Mb, causando a perda do cluster do gene do interferon tipo I e dos inibidores da cinase dependente de ciclina CDKN2A e CDKN2B no genoma. Embora os macacos verdes africanos tenham sido anteriormente classificados como Cercopithecus aethiops, eles foram colocados dentro do gênero Chlorocebus, que inclui várias espécies. A análise do genoma indicou que a linhagem celular Vero é derivada de uma fêmea de Chlorocebus sabaeus.

## Usos em pesquisa
As células vero são usadas para muitos propósitos, incluindo:
- triagem para a toxina de Escherichia coli, inicialmente denominada "toxina Vero" em homenagem a esta linha celular, e posteriormente denominada "toxina semelhante a Shiga" devido à sua semelhança com a toxina Shiga isolada de Shigella dysenteriae[6]
- como células hospedeiras para o crescimento de vírus; por exemplo, para medir a replicação na presença ou ausência de um produto farmacêutico de pesquisa, o teste para a presença do vírus da raiva ou o crescimento de estoques virais para fins de pesquisa. Como exemplo recente, a CoronaVac, vacina contra COVID-19 desenvolvida pela Sinovac Biotech, usa células vero na produção e o termo "vero" pode ser visto no recipiente da vacina.
- como células hospedeiras para parasitas eucarióticos, especialmente dos tripanossomatídeos[6]